# میرچئا
میرچئا (رومانیایی: Mircea؛ ‏تلفظ رومانیایی: [ˈmirt͡ʃe̯a]) یک فیلم در ژانر زندگی‌نامه‌ای به کارگردانی سرجیو نیکلائسکو است که در سال ۱۹۸۹ منتشر شد.

## بازیگران
- سرجیو نیکلائسکو
- سیلویو استانکولسکو
- یون بسویو
- جورجه الکساندرو
- کولئا رائوتو
- ولادیمیر گیتان
- کریستیان شوفرون
- کورنلیو گاربئا
- آدریان پینتئا
- شربان یونسکو
- مانوئلا هارابور